# Mira Calix

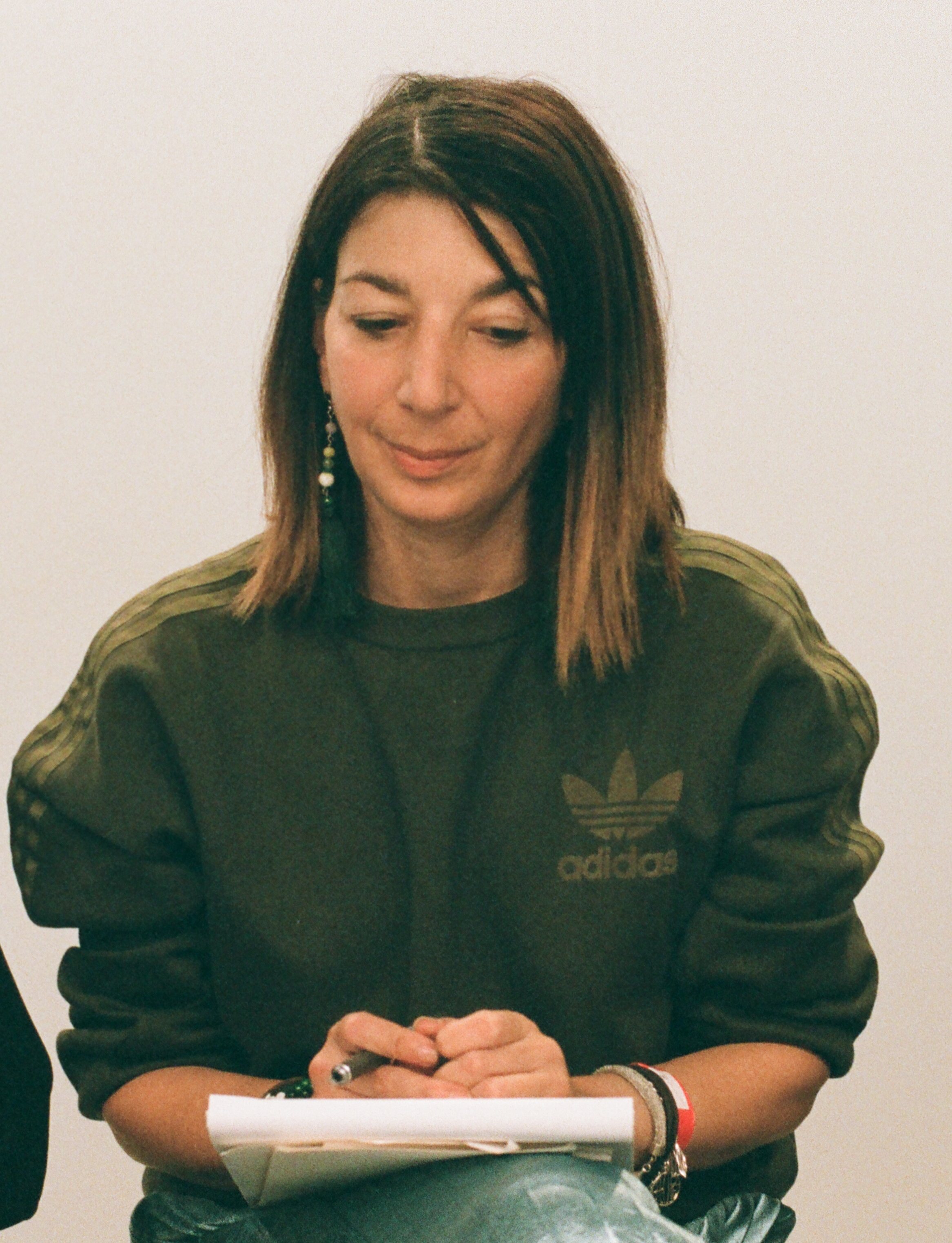
Mira Calix (2016)

Mira Calix (eigentlich Chantal Francesca Passamonte; * 28. Oktober 1969 in Durban, Südafrika; † 25. März 2022 in Bedford, Vereinigtes Königreich) war eine südafrikanische Musikerin und Musikproduzentin. Ihre Musik lässt sich dem Genre experimentelle Electronica zurechnen und wurde überwiegend vom britischen Label Warp Records veröffentlicht.

## Leben
Die im südafrikanischen Durban geborene Passamonte absolvierte eine Ausbildung zur Fotografin und zog 1991 ins Vereinigte Königreich. Dort arbeitete sie zunächst im Londoner Plattenladen Ambient Soho und später als Pressesprecher beim Sheffielder Musiklabel Warp Records. Gemeinsam mit ihrem WG-Mitbewohner Strictly Kev (DJ Food) veranstaltete sie diverse Partys. Während der Arbeit bei Warp Records erwarb sie ihre erste Hardware für die Musikproduktion. 1996 erschien als erste Produktion unter dem Pseudonym Mira Calix die EP Ilanga, die vor allem durch das A-Seiten-Stück Humba bekannt wurde. Gegen Ende des Jahres 1997 wandte sie sich verstärkt der Musikproduktion zu.
1999 erschien ihr Debütalbum One On One. Das zweite Album Skimskitta wurde 2003 auf Warp Records veröffentlicht. Im gleichen Jahr nahm Mira Calix gemeinsam mit dem London Sinfonietta ihr Stück Nunu in der Londoner Royal Festival Hall auf. Die Aufnahme wurde 2004 auf der EP 3 Commissions veröffentlicht.
Das dritte Solo-Album Eyes Set Against The Sun erschien 2006. Im gleichen Jahr erschien mit der EP Push Door To Exit die erste Veröffentlichung des Projektes Alexander’s Annexe, für das Mira Calix mit den Musikern Sarah Nicolls und David Sheppard zusammenarbeitete. Ihr viertes Solo-Album The Elephant In The Room: 3 Commissions erschien 2008. Im folgenden Jahr vertonte Mira Calix eines von acht der insgesamt 154 Shakespeare’s Sonnets im Rahmen des Projektes Nothing Like the Sun des Komponisten Gavin Bryars.
Im Herbst 2009 gewann sie für das Musikstück My Secret Heart den British Composer Award sowie den Royal Philharmonic Society Award. Das Stück ist Teil einer Installation des Obdachlosenprojektes Streetwise Opera und entstand in Zusammenarbeit mit dem Videokünstler Flat-E. My Secret Heart wurde auf einer Tournee in den Jahren 2009 und 2010 international auf verschiedenen Events wie dem Edinburgh International Film Festival oder im SuperDeluxe Tokyo aufgeführt. Insgesamt erreichte das Projekt 150.000 Zuschauer.
Aus der Zusammenarbeit mit dem Seefeel-Musiker Mark Clifford entstand das Projekt cliffordandcalix. Im Jahr 2010 erschienen auf Aperture das Album Lost Foundling 1999–2004 sowie die Lost Foundling Remix EP. Im November 2021 erschien ihr Album Absent Origin.
Chantal Passamonte starb im März 2022 im Alter von 52 Jahren in ihrem Zuhause in Bedford.

## Diskografie

### Alben
- 1999: Mira Calix – One On One (Warp Records)
- 2003: Mira Calix – Skimskitta (Warp Records)
- 2006: Mira Calix – Eyes Set Against The Sun (Warp Records)
- 2008: Birtwistle / Harvey / Alvarez / Calix – Recovery/Discovery: 40 Years Of Surround Electronic Music In The UK (Sound and Music)
- 2008: Mira Calix – The Elephant In The Room: 3 Commissions (Warp Records)
- 2010: cliffordandcalix (Mark Clifford, Mira Calix) – Lost Foundling 1999–2004 (Aperture)
- 2021: Mira Calix – Absent Origin (Warp Records)

### Singles & EPs
- 1996: Mira Calix – Ilanga (Warp Records)
- 1998: Mira Calix – Pin Skeeling (Warp Records)
- 2000: Mira Calix – Peel Session (Warp Records)
- 2001: Mira Calix – Prickle (Warp Records)
- 2003: Mira Calix – Nunu (Warp Records)
- 2006: Alexander′s Annexe (Sarah Nicolls, David Sheppard, Mira Calix) – Push Door To Exit (Warp Records)
- 2010:	cliffordandcalix – Lost Foundling Remix EP (Aperture)
- 2014: Mira Calix – If Then While For (The Vinyl Factory)
- 2019: Mira Calix – Utopia (Warp Records)
- 2014: Mira Calix / UVA – Our Time (The Vinyl Factory)